# Special Broadcasting Service
La Special Broadcasting Service (SBS) è un'azienda radiotelevisiva australiana il cui scopo è fornire servizi radio e televisivi multilingua e multiculturali che informino, educhino e divertano tutti gli australiani e, contemporaneamente, riflettere sulla società australiana multiculturale.

## Storia
Nel 1975, il governo australiano introdusse il progetto Medibank sull'assicurazione contro le malattie. Il fatto che le comunità minori avrebbero richiesto dettagli nella loro lingua portò alla fondazione di due stazioni radio etniche, 2EA a Sydney e 3EA a Melbourne. Esse iniziarono a trasmettere nel giugno del 1975, in sette ed otto linguaggi stranieri rispettivamente.
L'anno seguente, il Governo creò il Consultative Committee on Ethnic Broadcasting. Seguendo l'indicazione di questo e dei seguenti comitati, il Broadcasting and Television Act 1942 (Atto sulle trasmissioni e televisioni del 1942) fu migliorato per fondare la Special Broadcasting Service. Questa legge entrò in vigore il 1º gennaio del 1978, con i nuovi trasmettenti che si assumevano la responsabilità per la 2EA e la 3EA.
La SBS TV iniziò le trasmissioni di prova nell'aprile del 1979 mostrando alcuni programmi in lingue straniere sulla ABV-2 di Melbourne e sull'ABN-2 di Sidney la domenica mattina. Le trasmissioni a tempo pieno iniziarono alle 18.30 il 24 ottobre 1980, Giornata delle Nazioni Unite, come Channel 0/28. In quel periodo SBS stava trasmettendo sul canale 28 UHF e canale 0 VHF, con un'interruzione pianificata di quest'ultimo qualche volta in futuro. A Bruce Gyngell, che introdusse la televisione nel "back" dell'Australia nel 1956, fu assegnato il compito di introdurre il primo gruppo di programmi della nuova stazione.
Il 16 ottobre del 1983 il servizio si estese su Canberra, Cooma e Goulburn e nello stesso tempo cambiò il proprio nome in Network 0-28. Il suo nuovo slogan, attivo ancora oggi, era "Bringing the world back home" ("Riportando il mondo a casa"). La rete mutò nome in SBS il 18 febbraio del 1956 ed iniziò le trasmissioni quotidiane. La SBS si estese a Brisbane, Adelaide, Newcastle, Wollongong e sulla Gold Coast nel giugno dello stesso anno.
Il 5 gennaio 1986 SBS cessò di trasmettere sulla frequenza 0 VHF. Sebbene molti australiani all'epoca non avessero antenne UHF, la licenza VHF della SBS era già stata estesa di un anno prima di questo momento e non tutte le antenne avevano funzionato bene con il canale 0 a bassa frequenza.
Nell'agosto del 1986, il Governo propose una legge che fondesse la SBS nella ABC. Ciò non fu gradito dalle comunità etniche, portando il Primo Ministro Bob Hawke ad annunciare nel 1987 che la fusione proposta non sarebbe avvenuta. La SBS Youth Orchestra fu lanciata nell'agosto del 1987 con il conduttore e fondatore Matthew Krel.
Dei piani per introdurre limitate sponsorizzazioni ai programmi commerciali, e lo stabilimento della SBS come una società indipendente con una propria costituzione furono messi in atto nel luglio 1989. La proclamazione dello Special Broadcasting Service Act 1991 fece ufficialmente della SBS una società nel 1991. Durante i primi anni novanta, la copertura della SBS TV fu estesa fino ad includere nuove aree come Latrobe Valley, Spencer Gulf, Darwin, la Tasmania nord-orientale, Cairns e Townsville.
Nel 1992, gli impianti radio e televisivi della SBS furono gradualmente trasferiti nelle nuove sedi centrali a Artarmon dagli studi originali a Milson's Point. Il nuovo palazzo fu ufficialmente aperto nel novembre 1993 dal Primo Ministro Paul Keating. Una rete radio nazionale fu lanciata nel gennaio 1994. Il nuovo servizio coprì inizialmente Brisbane, Adelaide, Perth e Darwin, mentre le stazioni originarie 2EA e 3EA furono rinominate Radio Sydney e Radio Melbourne, rispettivamente. Il nuovo servizio nazionale fu lanciato su frequenze separate a Sydney e Melbourne a luglio di quell'anno. Durante il 1996 i servizi radio furono estesi fino a coprire Hobart e Canberra, mentre la copertura della SBS TV fu in seguito ampliata ed incluse la costa settentrionale del Nuovo Galles del Sud ed Albury.
South Park, la serie SBS che ha raggiunto il massimo successo, andò in onda per la prima volta sulla rete nel 1998. Un sistema di ritardo fu installato per l'Australia Meridionale (maggio 1999), poco prima della fondazione del reparto Transmission Services (Servizi di trasmissione), con lo scopo di gestire la trasmissione e servizi di auto-aiuto. Un reparto New Media (Nuovi Media), responsabile del sito web della SBS, fu aperto all'inizio del 2000, in tempo per la prima trasmissione su web degli AFI Awards. Gli ascolti continuarono a salire tra il 2000 e il 2001 - aumentando sino ad una media del 5,2% per l'audience settimanale.
Quattro lingue furono eliminate e quattro aggiunte alla SBS nell'aprile 2003, mentre furono aumentate più delle altre le ore di trasmissione per il cantonese, il cinese e l'arabo. La SBS trasmise le Olimpiadi di Atene del 2004 insieme a Seven Network.

## Servizi

### SBS Radio
SBS Radio trasmette in 68 lingue in tutti gli stati australiani, realizzano trasmissioni di circa 13.500 ore sulle sue due frequenze a Sydney e Melbourne, così come la sua rete nazionale. Similmente alla SBS TV, SBS Radio è sostenuta da un insieme di sovvenzioni statali, campagne di informazione finanziate dal governo e pubblicità commerciale.
Successivamente ad una "estensiva consultazione della comunità" nel 2003 fu introdotta una nuova serie di programmi, inclusi servizi in malese, somalo ed amarico insieme all'espansione di molti programmi già esistenti.

### SBS Television
SBS TV è disponibile a livello nazionale attraverso una rete di trasmettitori terrestri insieme al servizio satellitare Optus Aurora. SBS TV dedica una buona parte della sua programmazione televisiva mattutina ai bollettini giornalistici in lingue differenti dall'inglese, insieme a molti film in lingua straniera sottotitolati. I propri notiziari si concentrano maggiormente sugli affari internazionali più della ABC o delle reti commerciali, e meno sulle soft news. Essa trasmette inoltre molti documentari e molti programmi di attualità, mentre la copertura dello sport si incentra soprattutto sullo sport internazionale, soprattutto calcio e ciclismo (specialmente sul Tour de France), portando spesso la stazione televisiva ad essere presa in giro come "Sex and Bloody Soccer". Inoltre dal 1983 trasmette in differita l'Eurovision Song Contest, in cui un partecipante ufficiale a partire dal 2015.
Alla fine del 2006, la SBS ha iniziato a mostrare pause pubblicitarie durante i programmi.

#### Logo
Senza differenze di stato o territorio, i servizi televisivi della SBS usano sempre il logo "SBS". Nelle capitali, SBS è trasmetta sul canale UHF 28, mentre regionalmente e per la televisione digitale vi è una serie di frequenze.

#### Televisione digitale
Similmente alla ABC, la SBS è stata una delle più moderne stazioni televisive a digitalizzare le trasmissioni, soprattutto a causa delle restrizioni governative sul multicanale commerciale. Dal 2001, la SBS TV è trasmessa a Sydney, Melbourne, Brisbane, Adelaide, Perth e Canberra.
La SBS trasmette un secondo canale digitale, l'SBS World News Channel -lanciato nel 2002- che trasmette una serie di bollettini giornalistici in lingue diverse simili alle trasmissioni mattutine della SBS TV. Nonostante sia disponibile a livello nazionale attraverso la televisione digitale terrestre, il canale non è disponibile sulle piattaforme satellitari Optus Aurora.

### Servizi per le lingue
La SBS è una delle più grandi organizzazioni di sottotitoli, che produce sottotitoli non solo per film da trasmettere sul proprio canale televisivo, ma anche per produttori di documentari e film stranieri nel mondo. I servizi includono traduzioni dall'inglese in altre lingue, e da lingue straniere ad altre lingue, tra cui l'inglese.
Attraverso la sua unità Language Services (Servizi per le lingue), la SBS fornisce anche un servizio di traduzione, composizione e servizi vocali.

### Altro
La rete fornisce la sede per le prove della SBS Radio and Television Youth Orchestra, un'orchestra che registra molti canali per la rete e compie regolari tour oltremare.